# Gaetano Casati
Gaetano Casati (Lesmo, 4 de septiembre de 1838 – Monticello Brianza, 7 de marzo de 1902) fue un geógrafo y explorador italiano.

## Biografía

### Primeros años
Realizó estudios de matemáticas, y en 1859 se alistó en el cuerpo de bersaglieri del ejército piamontés. Participó en la campaña contra el bandidaje y posteriormente fue profesor de matemáticas y topografía en la escuela de bersaglieri de Livorno.
Se retiró del ejército en 1879 y se incorporó a la redacción de la revista L'esploratore.  Romolo Gessi, entonces gobernador de Bahr al-Ghazal, escribió a la revista solicitando el envío de un geógrafo para realizar investigaciones en el valle del río Uele. 

### Viaje hasta Equatoria

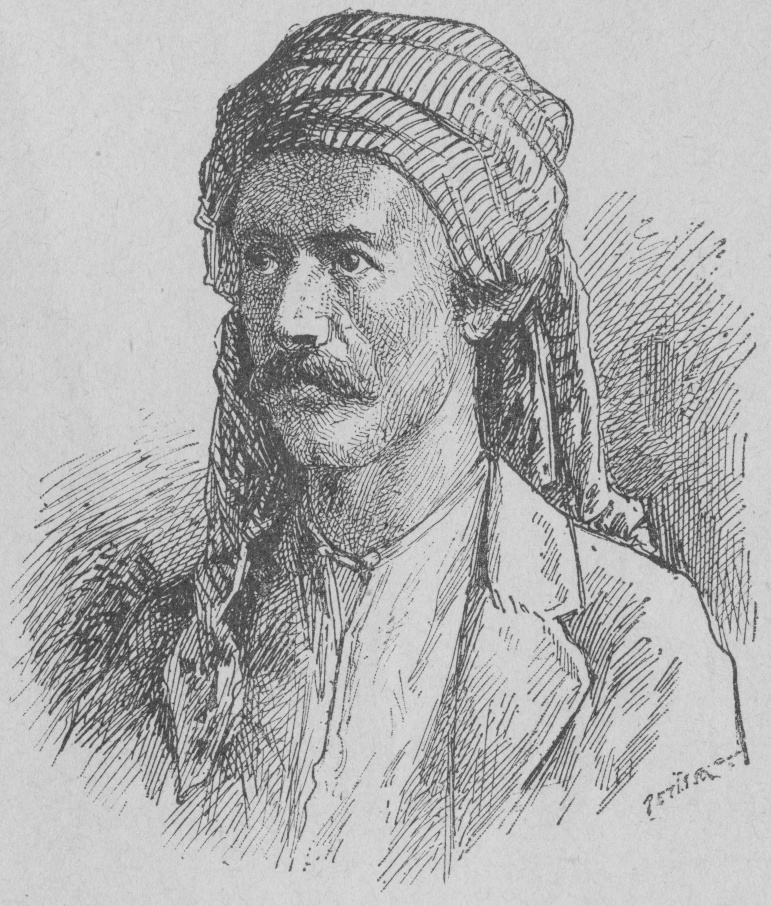
Gaetano Casati, del libro Stanleys expedition till Emin Paschas undsättning (1890), de Alphonse-Jules Wauters

Casati aceptó la misión y partió de Génova hacia Suakin en diciembre de 1879. Tras un difícil viaje en camello y en barco de vela por el Nilo llegó a Jartum. En julio de 1880 salió hacia Bahr al-Ghazal, para encontrarse finalmente con Gessi. En septiembre se despidieron y Gessi partió hacia Jartum. Casati, afectado por la fiebre, no pudo comenzar su misión exploratoria de las regiones ecuatoriales hasta noviembre de 1880.
Viajó hacia el sur, encontró la tumba del explorador Giovanni Miani, estuvo en Tangasi y conoció a Mambanga, rey de los Mabisanga. Se reunió con Emin Pasha, gobernador de Equatoria, permaneciendo con él en la capital de Equatoria desde abril de 1883.

### Revuelta mahdista
La insurrección mahdista, sumada a la escasez de recursos y la hostilidad de los pueblos indígenas, bloqueó los intentos de Casati de continuar con sus exploraciones, que no puedo reanudar hasta mayo de 1886, cuando finalmente desembarcó en Bunyoro. Allí vivió recluido a la fuerza en su casa, en condiciones lamentables. Las noticias de la inminente llegada de una misión de rescate liderada por Henry Morton Stanley, empeoraron la situación de Casati, quien fue atado a un árbol para ser torturado. Logró escapar y llegar a las orillas del lago Alberto, donde en 1888 fue recogido por el barco de vapor del gobernador Emin Pasha, que acudió en su rescate.
Casati perdió casi todas sus notas, mapas e investigaciones en estos incidentes. La ayuda financiera que le mandaron desde Italia no puedo llegar, debido a las guerras surgidas en la región, por lo que se vio obligado a quedarse con Emin Pasha, que no siempre aprobó la actitud demasiado militarista de Casati. 

### Expedición de rescate de Emin Pasha
En abril de 1888, el barco de vapor que transportaba al gobernador y a Casati se encontró con la maltrecha expedición de socorro de Stanley. Debido a los problemas surgidos con los mahdistas, decidieron abandonar Equatoria y en abril de 1889 partieron hacia el este para cubrir 1.600 kilómetros hasta Bagamoyo.
De las 1.500 personas que integraban la expedición, sólo la mitad llegó a su destino, debido a las enfermedades, los ataques de los indígenas, las deserciones y otros problemas derivados del carácter autoritario de Stanley. A principios de diciembre de 1889 llegaron a Bagamoyo. Casati cuidó de Emin Pasha, herido durante las celebraciones del retorno, hasta su recuperación en marzo de 1890.

### Últimos años
Casati regresó a Italia en julio de 1890. Se retiró a Monza para escribir sus memorias, seguido por un pequeño grupo de fieles servidores que le habían acompañado desde África. Desafortunadamente, pronto enferman y son enviados de regreso a Egipto. Sólo Amina, hija de una sirvienta y posiblemente de Casati, permanecerá con él. 
Promovido al grado de comandante, en 1890 se retiró a Monticello Brianza, donde llegó a ser alcalde,  permaneciendo en el cargo hasta su muerte.

## Obras
Casati publicó varios libros sobre sus aventuras africanas, entre ellos los siguientes:
- Dieci anni in Equatoria e ritorno con Emin Pascia. (1891)
- Per la colonia Eritrea. (1895)
- L'Italia in Africa. (1896)